# Berberis lambertii
Berberis lambertii là một loài thực vật có hoa trong họ Hoàng mộc. Loài này được R.Parker mô tả khoa học đầu tiên năm 1921.